# 切削工具
切削工具（せっさくこうぐ、英語: cutting tool）は、工作機械とともに切削加工に用いられる工具。
金属などの加工法のうち、その一部を取り去ることを手段とするものに、切削と研削がある。前者は工具を押し付け表面を剥ぎ取るようにして削る方法であり、後者は砥石を使って表面を削る方法である。この切削加工に用いる工具を切削工具と言う。

## 主な切削工具
- ドリル（drill bit；ボール盤で使用）
- バイト（tool bit；旋盤・形削り盤で使用）
- フライス（milling cutter；フライス盤で使用）
- エンドミル（endmill）
- リーマー（reamer；同上）
- タップ（tap；同上）
- ホブ（hob；歯車・ギヤ作成に使用）
- ピニオンカッタ（pinion cutter；同上）
- ダイス
- ブローチ（broach）
- トリマ（trimmer）
- ルータ（router）

## 主な切削工具材料
- 鋼
  - 炭素工具鋼
  - 合金工具鋼
  - 高速度工具鋼
- 超硬合金
- セラミックス
- サーメット
- ダイヤモンド
- 立方晶窒化ホウ素